# 戸田氏之
戸田 氏之（とだ うじゆき）は、美濃大垣新田藩（三河畑村藩）の第3代藩主。大垣藩戸田家分家3代。
享保19年（1734年）、第2代藩主・戸田氏房の長男として生まれる。寛延2年（1749年）12月に従五位下、河内守に叙位・任官する。宝暦9年（1759年）に父が死去したため家督を継いだ。宝暦10年（1760年）12月4日、淡路守に遷任している。宝暦11年（1761年）6月27日には大番頭に任じられ、明和7年（1770年）3月4日まで在任している。
明和8年（1771年）1月17日に死去した。享年38。跡を長男の氏養が継いだ。

## 系譜
父母
- 戸田氏房

正室
- 堀親蔵の娘

子女
- 戸田氏養（長男）
- 戸田之昌（次男）
- 五島盛運正室
- 稲葉正令正室、のち松平正愛正室、のち堀田正貫継々々室
- 戸田信辰室